# Pallanuoto ai Giochi della V Olimpiade
Il 3º torneo olimpico maschile di pallanuoto si è svolto nell'ambito dei Giochi della V Olimpiade a Stoccolma, dal 7 al 16 luglio 1912. Il torneo, disputato interamente presso l'impianto di Djurgårdsbrunnsviken, si disputò secondo lo schema del Bergvall System: secondo questa formula, che prende il nome dal presidente della Svenska Simförbundet Erik Bergvall, a vincere l'argento non è la finalista perdente, ma si decreta attraverso un altro torneo al quale partecipano tutte le squadre eliminate. Così, dopo la vincita dell'oro, prese inizio un secondo torneo, ispirato allo schema Bergvall, ma completamente sfalsato a causa del numero di squadre partecipanti, sei e non otto.

## Squadre partecipanti
Le squadre che parteciparono al torneo furono per la seconda volta consecutiva tutte europee. Esordiscono alle Olimpiadi la rappresentativa austriaca e quella ungherese, ritiratesi nel torneo della precedente Olimpiade. Le altre quattro squadre, non esordienti, hanno tutte conquistato almeno una medaglia olimpica.
| Squadra       | Ultimo piazzamento ai Giochi Olimpici | Miglior piazzamento ai Giochi Olimpici |
| Austria       | Esordio                               | -                                      |
| Belgio        | 2º posto (1908)                       | 2º posto (1900, 1908)                  |
| Francia       | 3º posto (1900)                       | 3º posto (1900)                        |
| Gran Bretagna | 1º posto (1908)                       | 1º posto (1900, 1908)                  |
| Svezia        | 3º posto (1908)                       | 3º posto (1908)                        |
| Ungheria      | Esordio                               | -                                      |

## Atleti partecipanti
| Nazionale     | Atleti                                                                                          |
| ------------- | ----------------------------------------------------------------------------------------------- |
| Austria       | AustriaR. Buchfelder · Manuel · Schachtitz · Scheff · Wagner · Kovács · H. Buchfelder, CT: -    |
| Belgio        | BelgioDurant · Donners · Boin · Meyboom · Pletincx · Grégoire · Courbet · Hoffman · Nijs, CT: - |
| Francia       | FranciaProuvost · Van Laere · Rigal · Beulque · Thorailler · Decoin · Vasseur · Rodier, CT: -   |
| Gran Bretagna | Gran BretagnaSmith · Cornet · Wilkinson · Bugbee · Hill · Radmilovic · Bentham, CT: -           |
| Svezia        | SveziaKumfeldt · Julin · Gumpel · Andersson · Hanson · Andersson · Bergqvist, CT: -             |
| Ungheria      | UngheriaÁdám • Beleznai • Fazekas • Hégner-Tóth • Rémi • Wenk • Zachár, CT: Ernő Speisegger     |

## Torneo per la medaglia d'oro
La medaglia d'oro venne assegnata attraverso un tabellone ad eliminazione diretta, in cui le sfide e i passaggi automatici di ogni turno vennero stabilite per sorteggio. Nel primo turno di affrontarono le sei squadre, lasciando un buco nel tabellone che permise all'Austria, dopo aver battuto l'Ungheria, di approdare direttamente in finale contro la Gran Bretagna, senza dover disputare le semifinali.

### Risultati
| Data      | Ora   | Partita       | Partita     | Partita  |
| --------- | ----- | ------------- | ----------- | -------- |
| 7 luglio  | 15:15 | Gran Bretagna | 7 - 5 (dts) | Belgio   |
| 8 luglio  | 13:30 | Svezia        | 7 - 2       | Francia  |
| 9 luglio  | 13:35 | Austria       | 5 - 4       | Ungheria |
| 11 luglio | 20:00 | Gran Bretagna | 6 - 3       | Svezia   |
| 13 luglio | 19:50 | Gran Bretagna | 8 - 0       | Austria  |

### Tabellone
|  | Quarti di finale | Quarti di finale | Quarti di finale |         |               | Semifinali    | Semifinali | Semifinali |  |  | Finale | Finale | Finale |  |
|  |                  |                  |                  |         |               |               |            |            |  |  |        |        |        |  |
|  | Gran Bretagna    | Gran Bretagna    | 7                |         |               |               |            |            |  |  |        |        |        |  |
|  | Gran Bretagna    | Gran Bretagna    | 7                |         |               |               |            |            |  |  |        |        |        |  |
|  | Belgio           | Belgio           | 5                |         |               |               |            |            |  |  |        |        |        |  |
|  | Belgio           | Belgio           | 5                |         | Gran Bretagna | Gran Bretagna | 6          |            |  |  |        |        |        |  |
|  |                  |                  |                  |         | Gran Bretagna | Gran Bretagna | 6          |            |  |  |        |        |        |  |
|  |                  |                  | Svezia           | Svezia  | 3             |               |            |            |  |  |        |        |        |  |
|  | Svezia           | Svezia           | Svezia           | Svezia  | 3             | 7             |            |            |  |  |        |        |        |  |
|  | Svezia           | Svezia           |                  |         |               |               |            |            |  |  |        |        |        |  |
|  | Francia          | Francia          | 2                |         |               |               |            |            |  |  |        |        |        |  |
|  | Francia          | Francia          | 2                |         | Gran Bretagna | Gran Bretagna | 8          |            |  |  |        |        |        |  |
|  |                  |                  |                  |         |               |               |            |            |  |  |        |        |        |  |
|  |                  |                  | Austria          | Austria | 0             |               |            |            |  |  |        |        |        |  |
|  | Austria          | Austria          | Austria          | Austria | 0             | 5             |            |            |  |  |        |        |        |  |
|  | Austria          | Austria          |                  |         |               |               |            |            |  |  |        |        |        |  |
|  | Ungheria         | Ungheria         | 4                |         |               |               |            |            |  |  |        |        |        |  |
|  | Ungheria         | Ungheria         | 4                | Austria |               |               |            |            |  |  |        |        |        |  |
|  |                  |                  |                  |         |               |               |            |            |  |  |        |        |        |  |
|  |                  |                  | alla finale      |         |               |               |            |            |  |  |        |        |        |  |
|  |                  |                  |                  |         |               |               |            |            |  |  |        |        |        |  |
|  |                  |                  |                  |         |               |               |            |            |  |  |        |        |        |  |
|  |                  |                  |                  |         |               |               |            |            |  |  |        |        |        |  |

## Torneo per la medeglia d'argento
La formule di questa fase prevedeva un'eliminazione progressiva: le squadre eliminate al primo turno del torneo per l'oro si sono affrontate tra loro e la qualificata è andata a sfidare al secondo turno le due squadre rimanenti (la semifinalista e la finalista perdenti del torneo per l'oro). Le formazioni che si sono imposte in questo secondo turno hanno disputato la finale per l'argento ed il bronzo.

### Risultati
| Data      | Ora   | Partita | Partita | Partita  |
| --------- | ----- | ------- | ------- | -------- |
| 10 luglio | 14:30 | Belgio  | 6 - 5   | Ungheria |
| 11 luglio | 11:30 | Belgio  | 4 - 1   | Francia  |
| 14 luglio | 20:00 | Svezia  | 8 - 1   | Austria  |
| 15 luglio | 13:00 | Belgio  | 5 - 4   | Austria  |
| 16 luglio | 9:00  | Svezia  | 4-2     | Belgio   |

### Tabellone
|  | Ottavi di finale 10 luglio 14.30 | Ottavi di finale 10 luglio 14.30 | Ottavi di finale 10 luglio 14.30 |         |        | Quarti di finale 11 luglio 11.30 | Quarti di finale 11 luglio 11.30 | Quarti di finale 11 luglio 11.30 |  |  | Semifinali 15 luglio 13.00 e 14 luglio 20.00 | Semifinali 15 luglio 13.00 e 14 luglio 20.00 | Semifinali 15 luglio 13.00 e 14 luglio 20.00 |  |  | Finale | Finale | Finale |  |
|  |                                  |                                  |                                  |         |        |                                  |                                  |                                  |  |  |                                              |                                              |                                              |  |  |        |        |        |  |
|  | Belgio                           | Belgio                           | 6                                |         |        |                                  |                                  |                                  |  |  |                                              |                                              |                                              |  |  |        |        |        |  |
|  | Belgio                           | Belgio                           | 6                                |         |        |                                  |                                  |                                  |  |  |                                              |                                              |                                              |  |  |        |        |        |  |
|  | Ungheria                         | Ungheria                         | 5                                |         |        |                                  |                                  |                                  |  |  |                                              |                                              |                                              |  |  |        |        |        |  |
|  | Ungheria                         | Ungheria                         | 5                                |         | Belgio | Belgio                           | 4                                |                                  |  |  |                                              |                                              |                                              |  |  |        |        |        |  |
|  |                                  |                                  |                                  |         | Belgio | Belgio                           | 4                                |                                  |  |  |                                              |                                              |                                              |  |  |        |        |        |  |
|  |                                  |                                  | Francia                          | Francia | 1      |                                  |                                  |                                  |  |  |                                              |                                              |                                              |  |  |        |        |        |  |
|  |                                  |                                  | Francia                          | Francia | 1      |                                  |                                  |                                  |  |  |                                              |                                              |                                              |  |  |        |        |        |  |
|  |                                  |                                  |                                  |         |        |                                  |                                  |                                  |  |  |                                              |                                              |                                              |  |  |        |        |        |  |
|  |                                  |                                  |                                  |         |        |                                  |                                  |                                  |  |  |                                              |                                              |                                              |  |  |        |        |        |  |
|  |                                  | Belgio                           | Belgio                           | 5       |        |                                  |                                  |                                  |  |  |                                              |                                              |                                              |  |  |        |        |        |  |
|  |                                  |                                  |                                  |         |        |                                  |                                  |                                  |  |  |                                              |                                              |                                              |  |  |        |        |        |  |
|  |                                  |                                  | Austria                          | Austria | 4      |                                  |                                  |                                  |  |  |                                              |                                              |                                              |  |  |        |        |        |  |
|  |                                  |                                  | Austria                          | Austria | 4      |                                  |                                  |                                  |  |  |                                              |                                              |                                              |  |  |        |        |        |  |
|  |                                  |                                  |                                  |         |        |                                  |                                  |                                  |  |  |                                              |                                              |                                              |  |  |        |        |        |  |
|  |                                  |                                  |                                  |         |        |                                  |                                  |                                  |  |  |                                              |                                              |                                              |  |  |        |        |        |  |
|  |                                  |                                  |                                  |         |        |                                  |                                  |                                  |  |  |                                              |                                              |                                              |  |  |        |        |        |  |
|  |                                  |                                  |                                  |         |        |                                  |                                  |                                  |  |  |                                              |                                              |                                              |  |  |        |        |        |  |
|  |                                  |                                  |                                  |         |        |                                  |                                  |                                  |  |  |                                              |                                              |                                              |  |  |        |        |        |  |
|  |                                  |                                  |                                  |         |        |                                  |                                  |                                  |  |  |                                              |                                              |                                              |  |  |        |        |        |  |
|  |                                  |                                  |                                  |         |        |                                  |                                  |                                  |  |  |                                              |                                              |                                              |  |  |        |        |        |  |
|  |                                  |                                  |                                  |         |        |                                  |                                  |                                  |  |  |                                              |                                              |                                              |  |  |        |        |        |  |
|  |                                  | Belgio                           | Belgio                           | 2       |        |                                  |                                  |                                  |  |  |                                              |                                              |                                              |  |  |        |        |        |  |
|  |                                  |                                  |                                  |         |        |                                  |                                  |                                  |  |  |                                              |                                              |                                              |  |  |        |        |        |  |
|  |                                  |                                  | Svezia                           | Svezia  | 4      |                                  |                                  |                                  |  |  |                                              |                                              |                                              |  |  |        |        |        |  |
|  |                                  |                                  | Svezia                           | Svezia  | 4      |                                  |                                  |                                  |  |  |                                              |                                              |                                              |  |  |        |        |        |  |
|  |                                  |                                  |                                  |         |        |                                  |                                  |                                  |  |  |                                              |                                              |                                              |  |  |        |        |        |  |
|  |                                  |                                  |                                  |         |        |                                  |                                  |                                  |  |  |                                              |                                              |                                              |  |  |        |        |        |  |
|  |                                  |                                  |                                  |         |        |                                  |                                  |                                  |  |  |                                              |                                              |                                              |  |  |        |        |        |  |
|  |                                  |                                  |                                  |         |        |                                  |                                  |                                  |  |  |                                              |                                              |                                              |  |  |        |        |        |  |
|  |                                  |                                  |                                  |         |        |                                  |                                  |                                  |  |  |                                              |                                              |                                              |  |  |        |        |        |  |
|  |                                  |                                  |                                  |         |        |                                  |                                  |                                  |  |  |                                              |                                              |                                              |  |  |        |        |        |  |
|  |                                  |                                  |                                  |         |        |                                  |                                  |                                  |  |  |                                              |                                              |                                              |  |  |        |        |        |  |
|  |                                  |                                  |                                  |         |        |                                  |                                  |                                  |  |  |                                              |                                              |                                              |  |  |        |        |        |  |
|  |                                  | Svezia                           | Svezia                           | 8       |        |                                  |                                  |                                  |  |  |                                              |                                              |                                              |  |  |        |        |        |  |
|  |                                  |                                  |                                  |         |        |                                  |                                  |                                  |  |  |                                              |                                              |                                              |  |  |        |        |        |  |
|  |                                  |                                  | Austria                          | Austria | 1      |                                  |                                  |                                  |  |  |                                              |                                              |                                              |  |  |        |        |        |  |
|  |                                  |                                  | Austria                          | Austria | 1      |                                  |                                  |                                  |  |  |                                              |                                              |                                              |  |  |        |        |        |  |
|  |                                  |                                  |                                  |         |        |                                  |                                  |                                  |  |  |                                              |                                              |                                              |  |  |        |        |        |  |
|  |                                  |                                  |                                  |         |        |                                  |                                  |                                  |  |  |                                              |                                              |                                              |  |  |        |        |        |  |
|  |                                  |                                  |                                  |         |        |                                  |                                  |                                  |  |  |                                              |                                              |                                              |  |  |        |        |        |  |
|  |                                  |                                  |                                  |         |        |                                  |                                  |                                  |  |  |                                              |                                              |                                              |  |  |        |        |        |  |
|  |                                  |                                  |                                  |         |        |                                  |                                  |                                  |  |  |                                              |                                              |                                              |  |  |        |        |        |  |
|  |                                  |                                  |                                  |         |        |                                  |                                  |                                  |  |  |                                              |                                              |                                              |  |  |        |        |        |  |
|  |                                  |                                  |                                  |         |        |                                  |                                  |                                  |  |  |                                              |                                              |                                              |  |  |        |        |        |  |
|  |                                  |                                  |                                  |         |        |                                  |                                  |                                  |  |  |                                              |                                              |                                              |  |  |        |        |        |  |

## Classifica
| Pos.    | Squadra       | G | V | N | P | GF | GS | DR  |
| ------- | ------------- | - | - | - | - | -- | -- | --- |
| Oro     | Gran Bretagna | 3 | 3 | 0 | 0 | 21 | 8  | +13 |
| Argento | Svezia        | 3 | 3 | 0 | 1 | 22 | 11 | +11 |
| Bronzo  | Belgio        | 5 | 3 | 0 | 2 | 22 | 21 | +1  |
| 4       | Austria       | 3 | 1 | 0 | 3 | 10 | 25 | -15 |
| 5       | Ungheria      | 2 | 0 | 0 | 2 | 9  | 11 | -2  |
| 5       | Francia       | 2 | 0 | 0 | 2 | 3  | 11 | -8  |

## Medagliere
| Posizione | Paese         |   |   |   | Totale |
| --------- | ------------- | - | - | - | ------ |
| 1         | Gran Bretagna | 1 | 0 | 0 | 1      |
| 2         | Svezia        | 0 | 1 | 0 | 1      |
| 3         | Belgio        | 0 | 0 | 1 | 1      |
| Totale    | Totale        | 1 | 1 | 1 | 3      |